# Jean Cabanis
Pour les articles homonymes, voir Cabanis.
Jean Louis Cabanis est un ornithologue allemand, né le 8 mars 1816 à Berlin et mort le 20 février 1906 près de Berlin.

## Biographie
Jean Cabanis fait des études à l'université de Berlin de 1835 à 1839. Il voyage ensuite en Amérique du Nord jusqu'en 1841, expédition qui lui permet de constituer une riche collection d'histoire naturelle.
Il fonde en 1853 le Journal für Ornithologie qu’il dirige pendant quarante-et-un ans. C’est son beau-fils qui lui succède, Anton Reichenow (1847-1941).
Il est assistant puis directeur du muséum de l'université de Berlin (l'actuel musée d'histoire naturelle de Berlin), où il succède à Martin Lichtenstein (1780-1857).